# Skattgården
Skattgården är en bebyggelse i Dingtuna  socken i Västerås kommun sydväst om Västerås. Från 2023 avgränsar SCB här en småort.